# Doug Sweetland
 (avril 2024).
Si vous disposez d'ouvrages ou d'articles de référence ou si vous connaissez des sites web de qualité traitant du thème abordé ici, merci de compléter l'article en donnant les références utiles à sa vérifiabilité et en les liant à la section « Notes et références ».
Doug Sweetland est un réalisateur, animateur, scénariste et storyboardeur américain. Il a travaillé pour les studios Pixar de 1994 à 2009. Sa première réalisation et son premier scénario sont un court-métrage intitulé Presto, qui rend hommage aux cartoons avec les Looney Tunes.
Récompensé et nommé plusieurs fois pour son animation de personnages de plusieurs films Pixar, son premier long-métrage est Cigognes et compagnie qu’il coréalise avec Nicholas Stoller pour Warner Animation Group.

## Biographie
Sweetland suit, au début des années 1990, une formation en animation de personnages 3D au California Institute of the Arts.
Par la suite, il travaille sur de nombreux films des studios Pixar, et est nommé pour un Annie Award pour son travail d'animation dans le film Toy Story 2 .
Mais c'est avec les films Monstres et Cie (dont il est le directeur de l’animation avec Scott Clark) et Le Monde de Nemo (où il anime notamment la scène où Marin parle à Nemo quasiment évanoui) qu'il remporte effectivement ce trophée, pour l'animation des personnages.
Il devient chef de l’animation sur le court-métrage coréalisé par Bud Luckey et Roger Gould : Saute-Mouton. Il travaille avec les character designers pour la conception et le caractère des personnages et supervisa le travail des animateurs avec les réalisateurs.
Avec Scott Clark, sous la direction de James Ford Murphy et Bobby Podesta, il travaille sur la supervision et la création des personnages de Cars : quatre roues.
Presto, dont il a coécrit également le scénario avec Valerie LaPointe, Ted Mathot et Justin Wright, marque sa première expérience en tant que réalisateur. Son court-métrage reçoit des critiques très élogieuses. Il est nommé à l’Oscar du meilleur court-métrage d’animation 2009, mais gagne l’Annie Award du meilleur court-métrage 2008.
Il est appelé par le scénariste-producteur Nicholas Stoller pour prendre en charge la mise en scène du film d’animation Cigognes et compagnie dont Stoller est le scénariste. Pour Doug, l’opportunité de réaliser son premier long-métrage est grande. Il accepte cette proposition avec enthousiasme. Quelques mois plus tard, Stoller décide d’être coréalisateur du film en plus d’être scénariste et coproducteur.
Le film, produit par Warner Animation Group, reçoit de bonnes critiques et cumule plus de 190 millions de dollars au box-office mondial, pour un budget de 90 millions de dollars.

## Filmographie

### Réalisateur
- 2008 : Presto
- 2016 : Cigognes et compagnie (avec Nicholas Stoller comme coréalisateur)
- 2018 : Year 3000 (court-métrage) (coréalisateur et coscénariste avec Nicholas Stoller)

### Scénariste
- 2008 : Presto (réalisateur et scénariste d’après une histoire originale de Valerie LaPointe, Ted Mathot et Justin Wright)
- 2015 : Windy Day (supervision de l’animation, monteur, artiste de layout, histoire originale et scénario avec Jan Pinkava et Mark Oftedal)
- 2018 : Year 3000 (court-métrage) (coscénariste et coauteur de l’histoire avec Nicholas Stoller)

### Animateur
- 1995 : Toy Story (animateur)
- 1998 : 1 001 pattes (animateur)
- 1999 : Toy Story 2 (animateur)
- 2001 : Monstres et Cie (codirecteur de l’animation avec Scott Clark)
- 2003 : Le Monde de Nemo (animateur)
- 2004 : Saute-Mouton (animateur en chef)
- 2006 : Cars : quatre roues (animateur superviseur, avec Scott Clark, avec James Ford Murphy et Bobby Podesta comme directeurs d’animation)
- 2015 : Windy Day (supervision de l’animation et artiste de layout)

### Artiste de storyboard
- 2004 : Les Indestructibles (artiste sur le storyboard avec Josh Cooley)

### Monteur
- 2015 : Windy Day